# Egidio Dall'Oglio

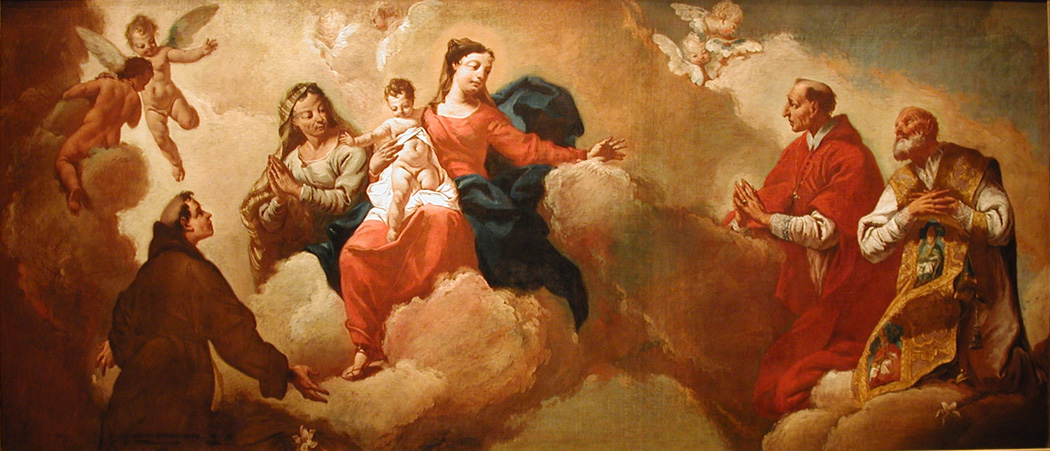
Apparizione della Madonna col Bambino e sant'Anna ai santi Antonio da Padova, Carlo Borromeo e Filippo Neri, 1748, San Diego Museum of Art, fino al 1918 nella parrocchiale di Giavera del Montello

Egidio Dall'Oglio o Dall'Olio (Cison, 1705 – Cison, 19 ottobre 1784) è stato un pittore italiano.

## Biografia
Il padre, Bartolomeo, era amministratore dei beni dei conti Brandolini e le sue disponibilità economiche permisero a Egidio di trasferirsi nel 1725 a Venezia dove frequentò la bottega di Giambattista Piazzetta. Qualche anno dopo, divenuto ormai un pittore affermato, tornò a Cison e sposò Giovanna Antonia Bella (1736) che gli diede due figli, Bartolomeo (1737) e Graziosa (1738).
Nella terra natale Dall'Oglio fu soprattutto al servizio dei Brandolini e operò al castello di Cison e nella villa di Solighetto. Lavorò, comunque, anche per altre famiglie (per esempio i Darbi) e fu impiegato nella decorazione di varie chiese sparse tra il Bellunese, il Friuli e il Trevigiano (per alcuni periodi soggiornò a Villarazzo presso il fratello Francesco, parroco del paese).

## Arte
Probabilmente fu inizialmente influenzato da Mathias Gremsel, pittore austriaco che si era trasferito a Cison da Graz nel 1680. L'apporto più significativo fu però quello conseguente al soggiorno veneziano presso il Piazzetta.

## Opere
Di seguito è riportato un elenco parziale delle opere del Dall'Oglio:
- Natività di San Giovanni Battista, 1751/1762, olio su tela, Chiesa di San Giovanni Battista di Vallà
- Assunzione di Maria, 1753, olio su tela, Chiesa di Santa Maria Assunta, Cison di Valmarino
- Nascita di San Giovanni Battista, 1735/1753, olio su tela, Chiesa di Santa Maria Assunta, Cison di Valmarino
- Decapitazione di San Giovanni Battista, 1735/1753, olio su tela, Chiesa di Santa Maria Assunta, Cison di Valmarino
- Elemosina di Sant'Agostino, 1735/1753, affresco, Chiesa di Santa Maria Assunta, Cison di Valmarino
- Gloria del Paradiso, 1735/1753, affresco, Chiesa di Santa Maria Assunta, Cison di Valmarino
- Santo in gloria, 1735/1753, affresco, Chiesa di Santa Maria Assunta, Cison di Valmarino
- Presentazione di Gesù al Tempio, 1735/1753, olio su tela, Chiesa di Santa Maria Assunta, Cison di Valmarino
- Circoncisione di Gesù, 1735/1753, olio su tela, Chiesa di Santa Maria Assunta, Cison di Valmarino
- Annunciazione, 1735/1753, olio su tela, Chiesa di Santa Maria Assunta, Cison di Valmarino
- Educazione della Vergine, 1735/1753, olio su tela, Chiesa di Santa Maria Assunta, Cison di Valmarino
- Santi Apollonia, Rita, Girolamo e Agostino, 1735/1753, olio su tela, Chiesa di Santa Maria Assunta, Cison di Valmarino
- Santi Stefano, Luigi Gonzaga, Giovanni Nepomuceno e Pietro di Alcantara, 1735/1753, olio su tela, Chiesa di Santa Maria Assunta, Cison di Valmarino
- Madonna addolorata con Cristo morto e i santi Francesco di Paola e Antonio da Padova, 1740, olio su tela, 165 x 97 cm, Chiesa di San Martino, Cornuda
- Natività della Vergine ("pala Fullini"), olio su tela, Chiesa di San Giacomo, Polcenigo
- Madonna del Rosario con San Domenico, 1740, olio su tela, 183 x 94 cm, Chiesa di San Giorgio, Lago
- Sant'Augusta e Sant'Osvaldo, 1739, olio su tela, 183 x 94 cm, Chiesa di San Giorgio, Lago
- Sacra Famiglia con San Giovannino, Sant'Anna e San Gioacchino, 1735, olio su tela, Basilica cattedrale di San Martino, Belluno
- San Giorgio, Chiesa di San Giorgio, Rugolo
- Coppie di figure, Collezione De Vito, Roma
- Contadina addormentata (il dipinto era presente sul mercato dell'antiquariato londinese)